# Verhovîna
Verhovîna (în ucraineană Верховина; înainte de 1962, Jabie, în ucraineană Жаб'є; în poloneză Żabie) este un oraș aflat în sudul regiunii Ivano-Frankivsk, Ucraina. A fost înființat sub numele de Żabie în 1424.

## Demografie
Componența lingvistică a așezării de tip urban Verhovîna
     Ucraineană (98,95%)
     Alte limbi (1,05%)
Conform recensământului din 2001, majoritatea populației așezării de tip urban Verhovîna era vorbitoare de ucraineană (98,95%), existând în minoritate și vorbitori de alte limbi.